# Bothrops leucurus
Bothrops leucurus, comúnmente conocida como cabeza de lanza de cola blanca o cabeza de lanza de Bahía, es una especie de víbora venenosa, una víbora de foseta. La especie es endémica de Brasil. No hay subespecies que se reconozcan como válidas. Una hembra propiedad del youtuber Venom Central mide más de seis pies (2 metros) de largo.
Esta especie es semi-arbórea (Martins et al. 2001). Se distribuye ampliamente en la Mata Atlántica hasta los 1100 m sobre el nivel del mar.

## Etimología
El nombre específico, leucurus, que significa 'cola blanca', proviene de las palabras latinas leucus (blanco) y urus (cola).
El nombre específico, pradoi, del sinónimo junior Trimeresurus pradoi, es en honor al herpetólogo brasileño Alcides Prado.

## Descripción y comportamiento
El color varía de bronceado a marrón rojizo, el diseño varía, de manchas más oscuras a más claras, similar a líneas dorsolaterales diagonales claras. Tiene de 23 a 31 filas de escamas dorsales del cuerpo mediano, el vientre es de color amarillento o blanquecino con manchas oscuras, marrones o grises, y manchas irregulares en los costados. Es una serpiente de comportamiento terrestre, con un crecimiento promedio de 0,25 m a 1,84 m, se encuentra principalmente en bosques, regiones áridas, semiáridas, secas, húmedas y subhúmedas.

## Distribución geográfica
B. leucurus se encuentra en el este de Brasil a lo largo de la costa atlántica desde el norte de Espírito Santo hacia el norte hasta Alagoas y Ceará. Se encuentra más tierra adentro en varias partes de Bahía. La identidad de las poblaciones disjuntas al oeste del río São Francisco es incierta. La localidad tipo aparece como 'provinciae Bahiae'. Habita tanto en áreas urbanas como rurales.

## Reproducción
Bothrops leucurus es vivíparo. El período de gestación es de cuatro meses, y una camada mediana es de 19 crías, el parto se produce entre el invierno y el verano.

## Dieta
Se alimenta de roedores, lagartijas, anfibios, serpientes y aves, con adultos alimentándose de roedores y juveniles alimentándose de ranas y lagartijas.

## Veneno
Es la serpiente responsable de más mordeduras en el estado de Bahía, el veneno contiene alta actividad fibrinolítica, proteolítica, hemorrágica y edematógena, y baja actividad coagulante, lo que puede causar mionecrosis en humanos. Los síntomas incluyen dolor local, edema, eritema y equimosis (síntomas locales), síntomas hemorrágicos y de coagulación, trastornos digestivos (náuseas, vómitos y diarrea), trastornos urinarios (oliguria, anuria, hematuria) con dolores de cabeza, mareos, hipotensión, bradicardia, alteraciones visuales y temblores.